# Hochaltar des Stephansdoms

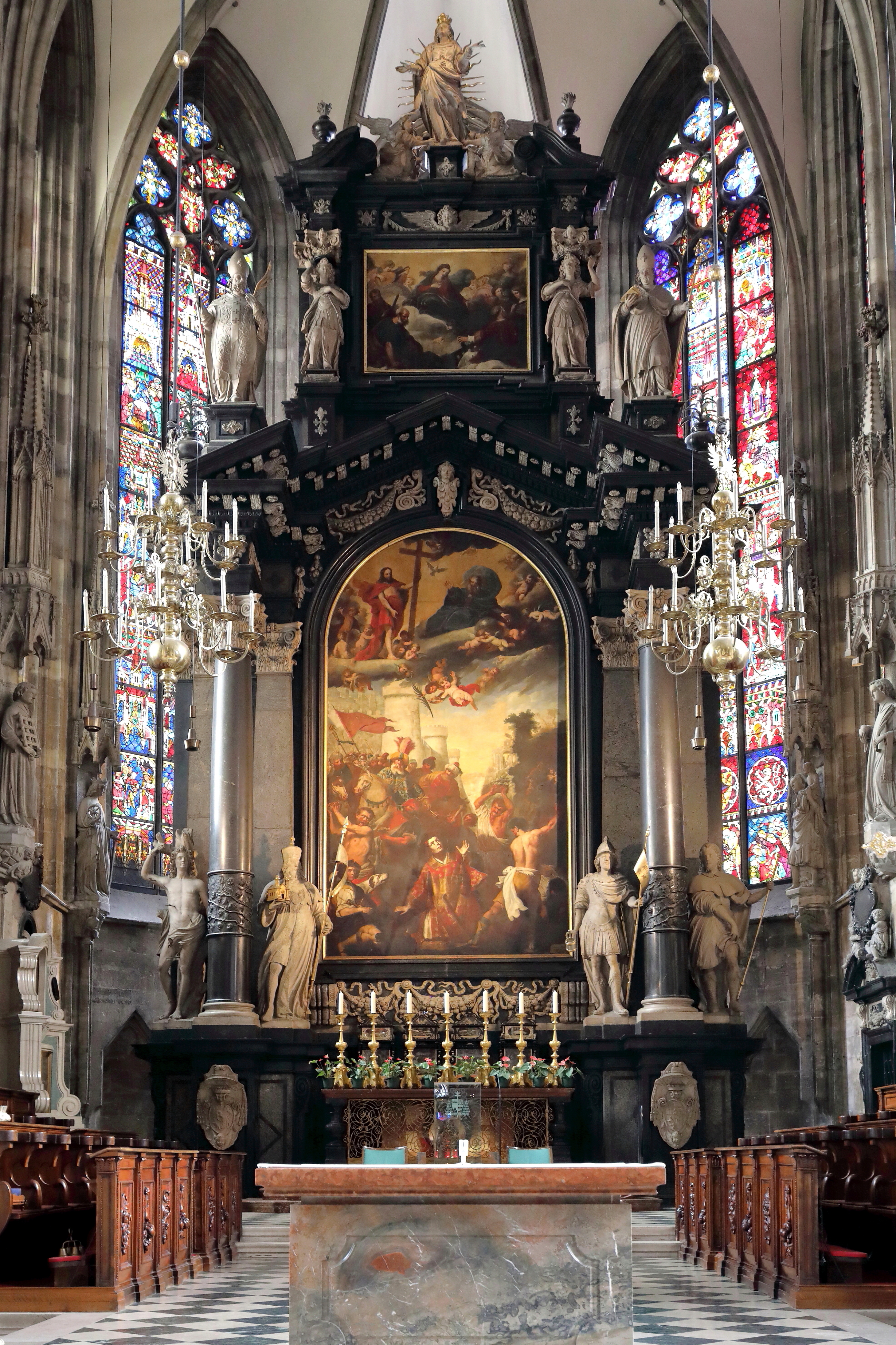
Hochaltar im Wiener Stephansdom

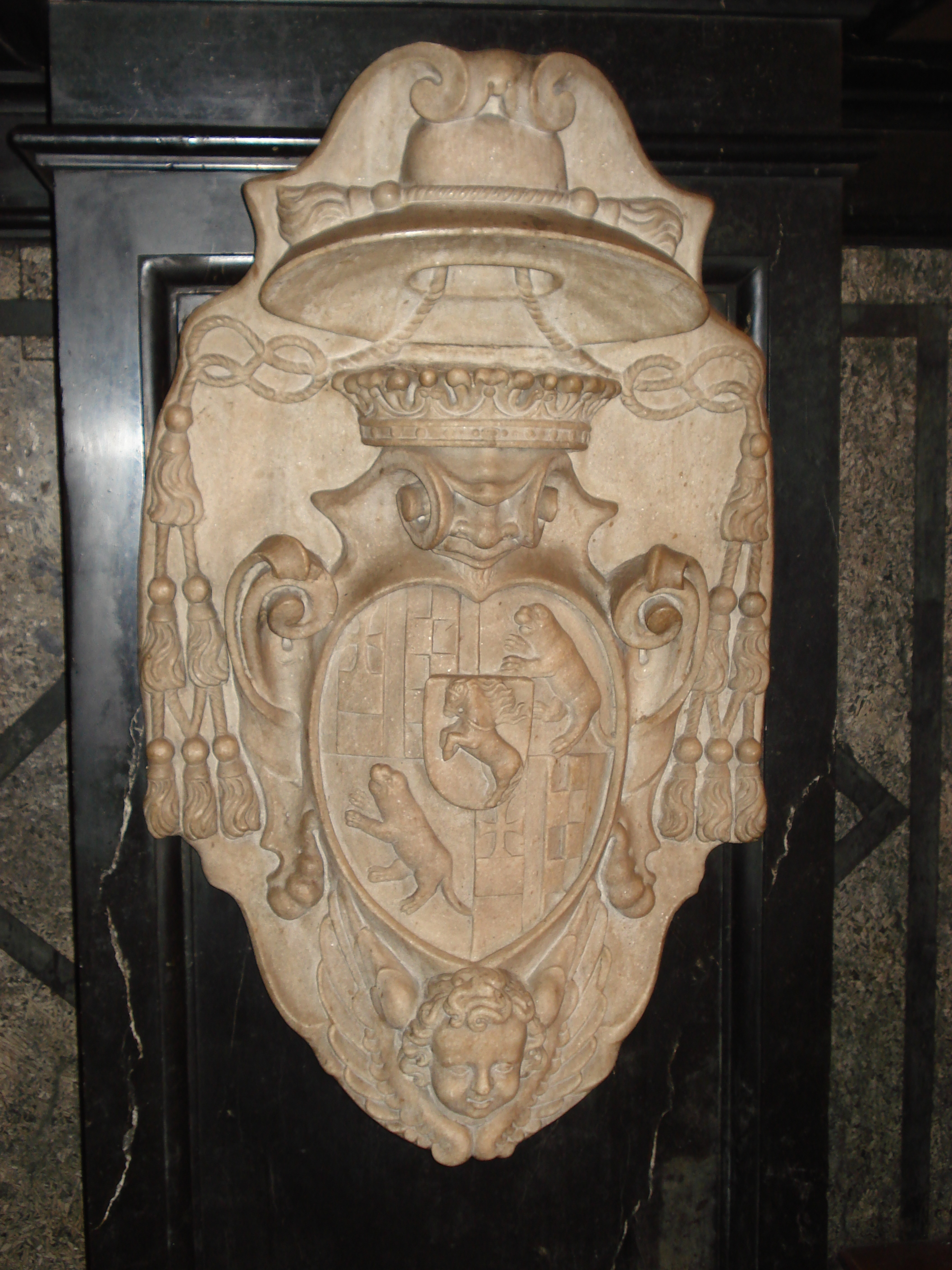
Wappen des Fürstbischofs Breuner am Sockel des Altars

Der Hochaltar der Dom-Kathedral- und Metropolitankirche zu St. Stephan zu Wien ist ein frühbarockes Meisterwerk aus Marmor und Stein. Der Altar ist mit Skulpturen geschmückt. Er gleicht in seinem Aufbau einem Hausportal und ist daher ein Porta-Coelis-Altar. Thema ist die Steinigung des heiligen Stephan, des Namenspatrons des Domes. Der Altar ist ein Hauptwerk des Johann Jacob Pock, Steinmetzmeister, Bildhauer und Architekt, und seines Bruders, des Malers Tobias Pock.

## Geschichte
Fürstbischof Philipp Friedrich Graf Breuner begann im Stephansdom im Jahre 1639 mit der Barockisierung, sein erster Dombaumeister war Simon Humpeller, ihm folgte 1641 Hans Herstorffer. Da der gotische holzgeschnitzte Flügelaltar vom Holzwurm schon ganz zerfressen war, beauftragte er am 1. März 1641 den Steinmetzmeister und Bildhauer Johann Jacob Pock mit der Errichtung des neuen Hochaltares. Im Vertrag wurde die Fertigstellung im Jahre 1645 fixiert und ausdrücklich auf die römische Architektur Giacomo da Vignolas hingewiesen, es dominieren jedoch durch starken Hell-Dunkel-Kontrast norditalienische jesuitische Vorbilder.
Es ist bemerkenswert, dass für diesen bedeutenden Auftrag ein auswärtiger Steinmetz-Bildhauer nach Wien geholt wurde. Kein einheimischer Künstler konnte erfolgreich als Konkurrent auftreten, und für italienisch-schweizerische Künstler war der Stephansdom tabu.
Akontozahlungen erfolgten vom 12. August 1640 bis zum 2. März 1647. Pock hatte sich einer Fristüberschreitung schuldig gemacht, das führte am 18. Juni 1646 zu scharfen Ergänzungen seines Vertrages, .. seine person ergreifen zu lassen, in arrest zu nemben und alle daraus entstehenden uncosten an ime oder den seinigen zu ersuchen .. Die Gesamtkosten des Altares, auf der Rückseite des Vertrages aufgeschrieben, betrugen 21.500 fl.
Das auf (28 Quadratmeter großen) Zinnplatten erstellte Werk zeigt die Steinigung des heiligen Stephan, im Hintergrund ist eine Menschenmenge zu sehen, in der andere Heilige repräsentiert sind – ein Hinweis auf das Allerheiligenpatrozinium. In seinem Aufbau gleicht er einem Hausportal, er ist aus diesem Grund ein Porta-Coelis-Altar. Die Mensaplatte aus rotem Adneter Marmor („Lienbacher“) ist allein durch ihre Größe bemerkenswert und hat zwei balusterförmige Stützen aus polnischem Marmor, der mit dem weißen Stein von Eggenburg unterlegt wurde. Für zwei seitliche massive Pfeiler erfolgten Lieferungen aus einem Steinbruch in den Hohentauern, einem Magnesitstein, den man damals als Marmor bezeichnete, .. schwartz und weiß gesprängtem Steyrisch – oder Klagenfurthischen Märbelstein. Die neun Figuren, die Kapitelle, Kartuschen usw. sind aus Sterzinger Marmor. Eine Eigenheit dieses Marmors ist die, dass er im Laufe der Zeit, auch in Innenräumen, eine gelbliche Färbung annimmt. Dies kann auch am Hochaltar beobachtet werden. 1645 beschäftigte Pock sechs Gesellen.
Von den unteren Statuen stellen die beiden inneren die hll. Landespatrone Leopold und Florian, die äußeren die Pestpatrone Sebastian und Rochus dar. Als Giebelfiguren wurden die Organisatoren des frühen Christentums, die heiligen Bischöfe Rupert und Bonifatius, gewählt.
Den bekrönenden Abschluss bildet die Muttergottesfigur.
Hans Jacob Pock hatte den dazu erforderlichen Marmor aus dem Steinbruch bei Sterzing in Tirol selbst ausgesucht und mit dem Abbau Martin Zwölfer, Maurer in Sterzing, 1641 betraut. Dieser kam seiner Verpflichtung nicht zeitgerecht nach, sodass Pock 1642 mit großer Mühe und schweren Unkosten noch einmal nach Sterzing fuhr, vergebens. Schließlich wandte er sich an seinen Auftraggeber, den Fürstbischof Breuner um Hilfe, dennoch war ein Teil der Lieferung 1665 immer noch ausständig.

## Untere Statuen des Hochaltares

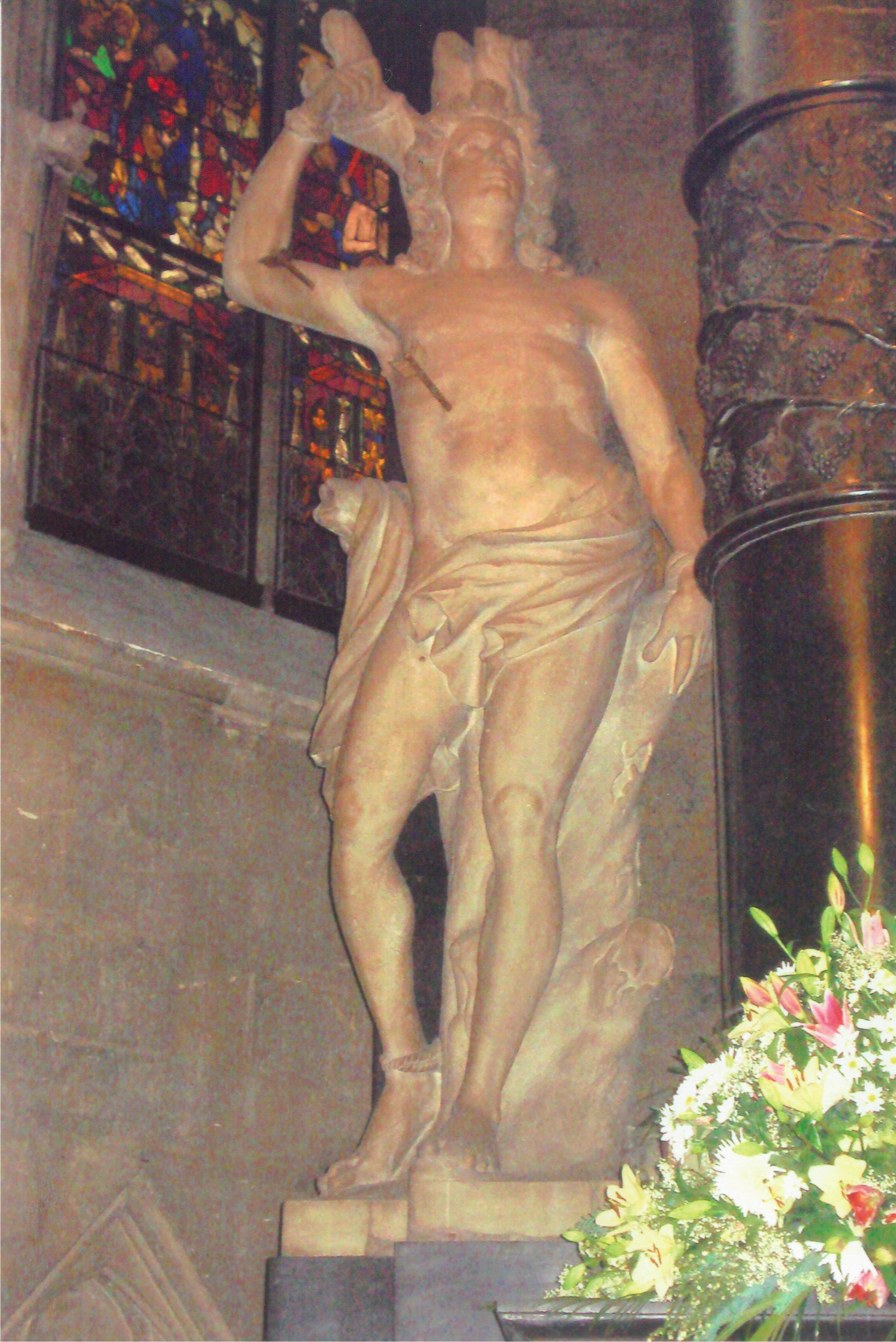
Hl. Sebastian
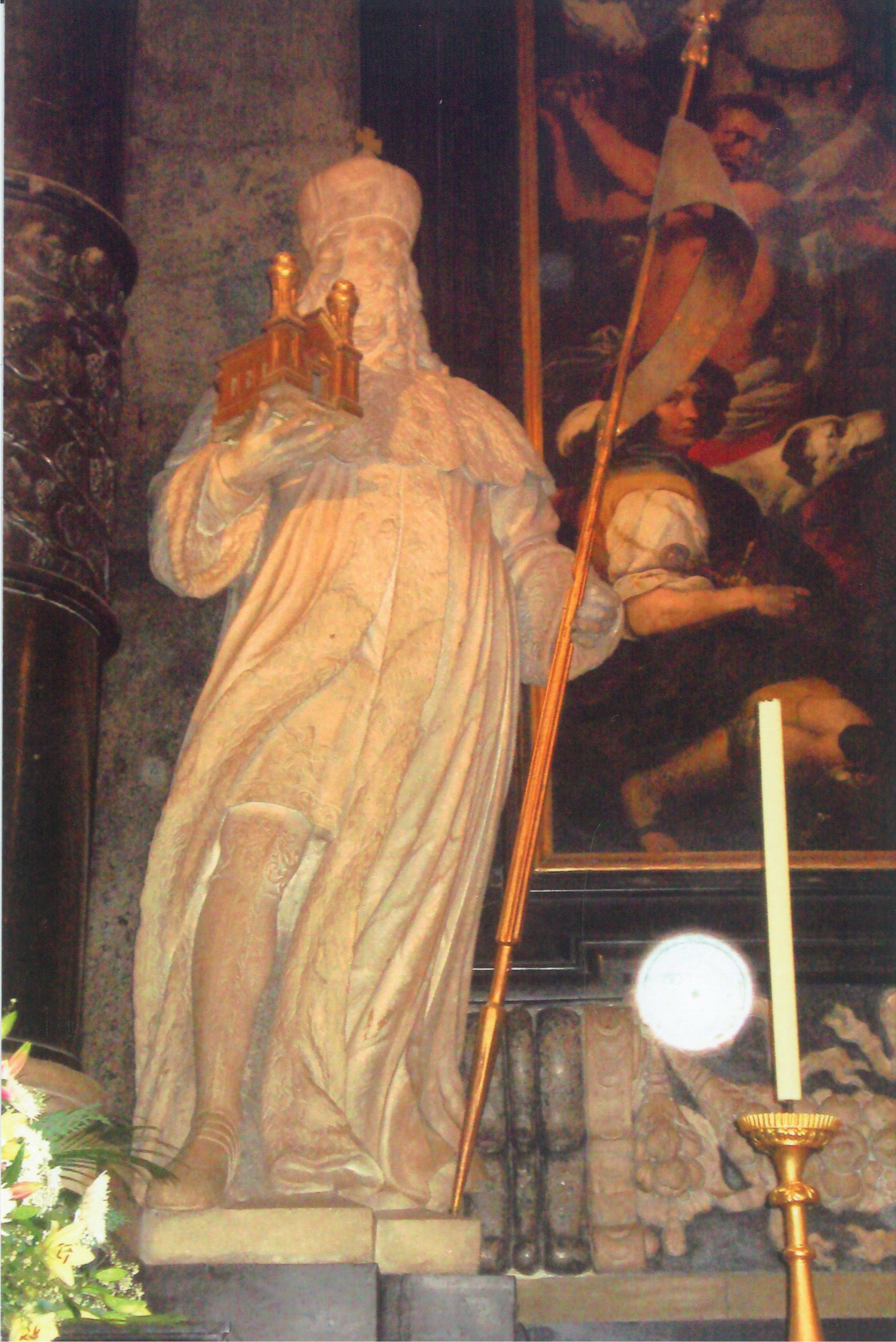
Hl. Leopold
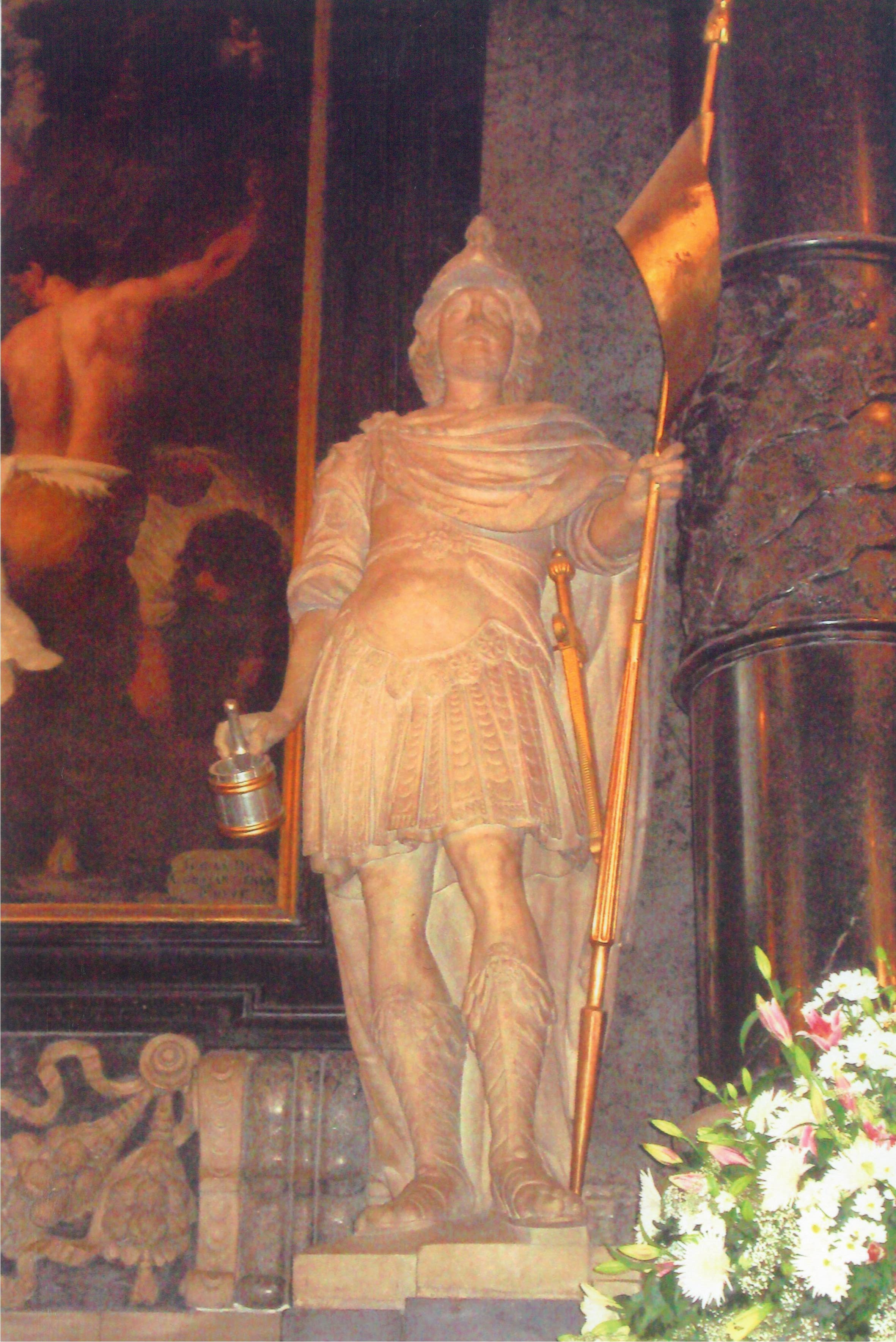
Hl. Florian
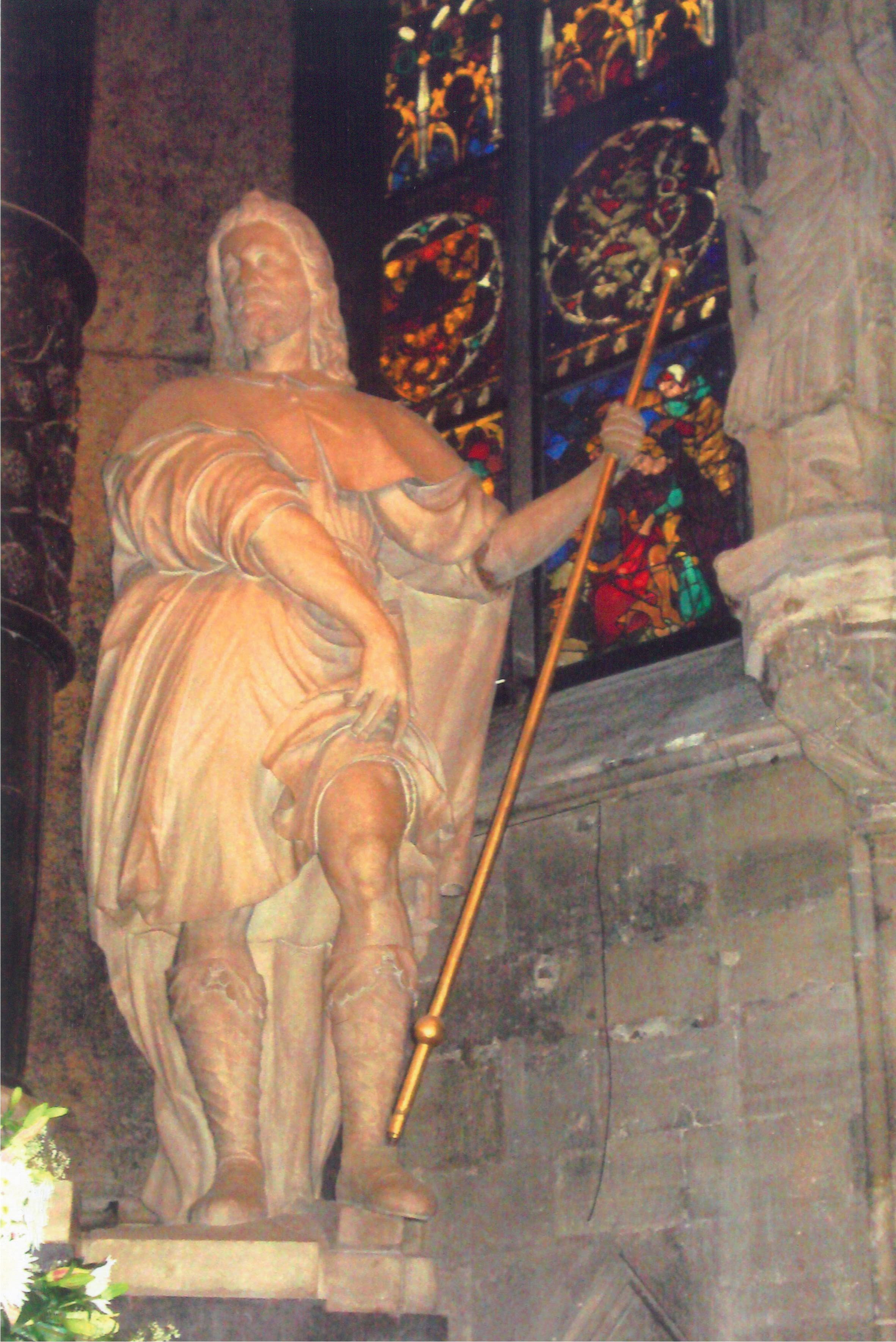
Hl. Rochus